# Kathimerini
I Kathimerini (em grego:  Η Καθημερινή, /i kaθimeriˈni/; significando "o diário") é um jornal matinal publicado em Atenas, Grécia, desde sua primeira edição em 15 de setembro de 1919. É publicado primariamente em língua grega, mas também há uma versão resumida em inglês, vendida separadamente nos Estados Unidos e como um suplemento local do The New York Times (antes do International Herald Tribune na Grécia e no Chipre. A partir de 2008, circula também uma versão cipriota do periódico aos fins de semana.
O Kathimerini foi fundado por Geórgios Vláchou em 1919, sendo posteriormente herdado por sua filha Eléni Vláchou, que o administrou com seu marido, Konstandínos Loúndras. Considerado uma publicação de alta qualidade, o Kathimerini é tradicionalmente percebido como uma das vozes mais conservadoras da mídia grega. O jornal foi extremamente crítico do primeiro-ministro liberal Elefthérios Venizélos, assim como da família Papandreou nos anos pós-guerra. Vláchos vendeu a companhia pouco antes de sua morte em outubro 1995, para Aristídis Arafoúzos.